# Les Wriggles partent en live
Albums de Les Wriggles
Justice avec des saucisses
(1997) Ah bah ouais mais bon
(2002)
Les Wriggles partent en live est le second album, et le premier album live, du groupe les Wriggles, sorti en 1999.

## Liste des titres
| No  | Titre                      | Durée |
| --- | -------------------------- | ----- |
| 1.  | Plouf                      |       |
| 2.  | Rébecca                    |       |
| 3.  | Monolithe                  |       |
| 4.  | Passe ton bac              |       |
| 5.  | Y'a personne               |       |
| 6.  | Le Goût des filles         |       |
| 7.  | Oh putain non !            |       |
| 8.  | Dieubouddhallah            |       |
| 9.  | Moustik                    |       |
| 10. | C'est comme ça             |       |
| 11. | Géraldine                  |       |
| 12. | Jeune cool fun             |       |
| 13. | La Pâte à modeler          |       |
| 14. | P.S.G.                     |       |
| 15. | Kounkountchek et Tiquétoun |       |
| 16. | Petite Candy               |       |
| 17. | Mr Johnson                 |       |
| 18. | N'importn'awak             |       |
| 19. | La Trapouille des éfélants |       |
| 20. | Mes amis                   |       |